# أمزار (أوطيل بني أحمد)
أمزار هو دُوَّار يقع بجماعة بني أحمد إموكزان، إقليم الحسيمة، جهة طنجة تطوان الحسيمة في المملكة المغربية. ينتمي الدوّار لمشيخة أوطيل بني أحمد التي تضم 7 دواوير. يقدر عدد سكانه بـ 506 نسمة حسب الإحصاء الرسمي للسكان والسكنى لسنة 2004.

## روابط خارجية
- البوابة الوطنية للجماعات الترابية
- المندوبية السامية للتخطيط